# Waterman (entreprise)
Pour les articles homonymes, voir Waterman.
Waterman est une entreprise basée à Paris qui fabrique des stylos-plume et appartient au groupe américain Newell Rubbermaid.

## Histoire

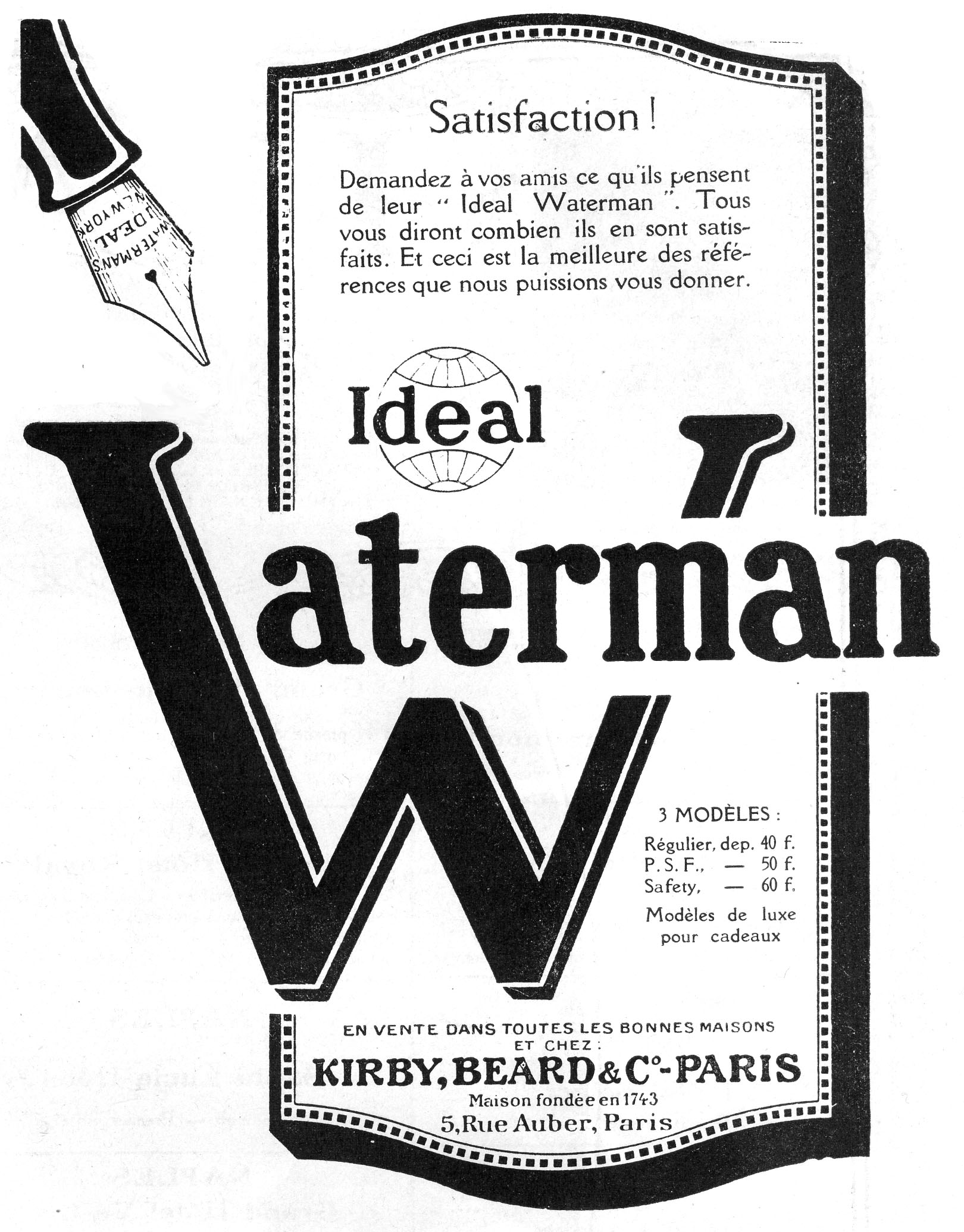
Publicité dans L'Illustration (Paris, 1923).

Waterman a été fondée à New York en 1884 par Lewis Waterman (en) (1837-1901) ; son premier fountain pen à réservoir d'encre est produit sous le nom de The Ideal Pen Company. En 1888, elle est rebaptisée L. E. Waterman Company. C'est son fondateur qui réussit la commercialisation active du stylo-plume à réservoir sur le sol américain, procédé inventé en 1827 par Petrache Poenaru ; d'autres entreprises comme De La Rue mirent en même temps sur le marché de tels stylos. Il y eut de nombreuses modifications apportées au mécanisme durant les décennies suivantes. Waterman a baptisé son premier modèle classique, The Regular.
Aux États-Unis, à la fin du XIXe siècle, d'autres sociétés concurrentes telles que Parker et Sheaffer voient le jour. Georges Parker ou encore Walter Sheaffer sont eux aussi des inventeurs qui amélioreront la technique du réservoir ou encore le système de remplissage du stylo-plume. On parle alors du conduit Lucky Curv de Parker en 1894 ou encore du premier remplissage à levier de Sheaffer en 1912.
Entre 1921 et 1926, Jules Isidore Fagard, ancien représentant de la marque et fondateur d'une entreprise en articles de bureau, la JiF (formé de ses initiales), avait acheté une licence Waterman pour la France, d'abord pour l'importation puis pour la fabrication. Déjà propriétaire d'une usine à Paris quai de Javel, il inaugure une nouvelle chaîne de production d'encre à Issy-les-Moulineaux. L'entreprise JiF possède dès cette époque des filiales en Europe,,. Ces stylos Waterman français étaient vendus sous la marque JiF-Waterman. 
Le déclin de Waterman USA intervient peu après la guerre : en 1954, elle dépose le bilan et Marcel Bich, l'un de ses fournisseurs de conteneur à encre, la rachète, pour l'abandonner en 1957 et la remplacer par ses propres stylos.

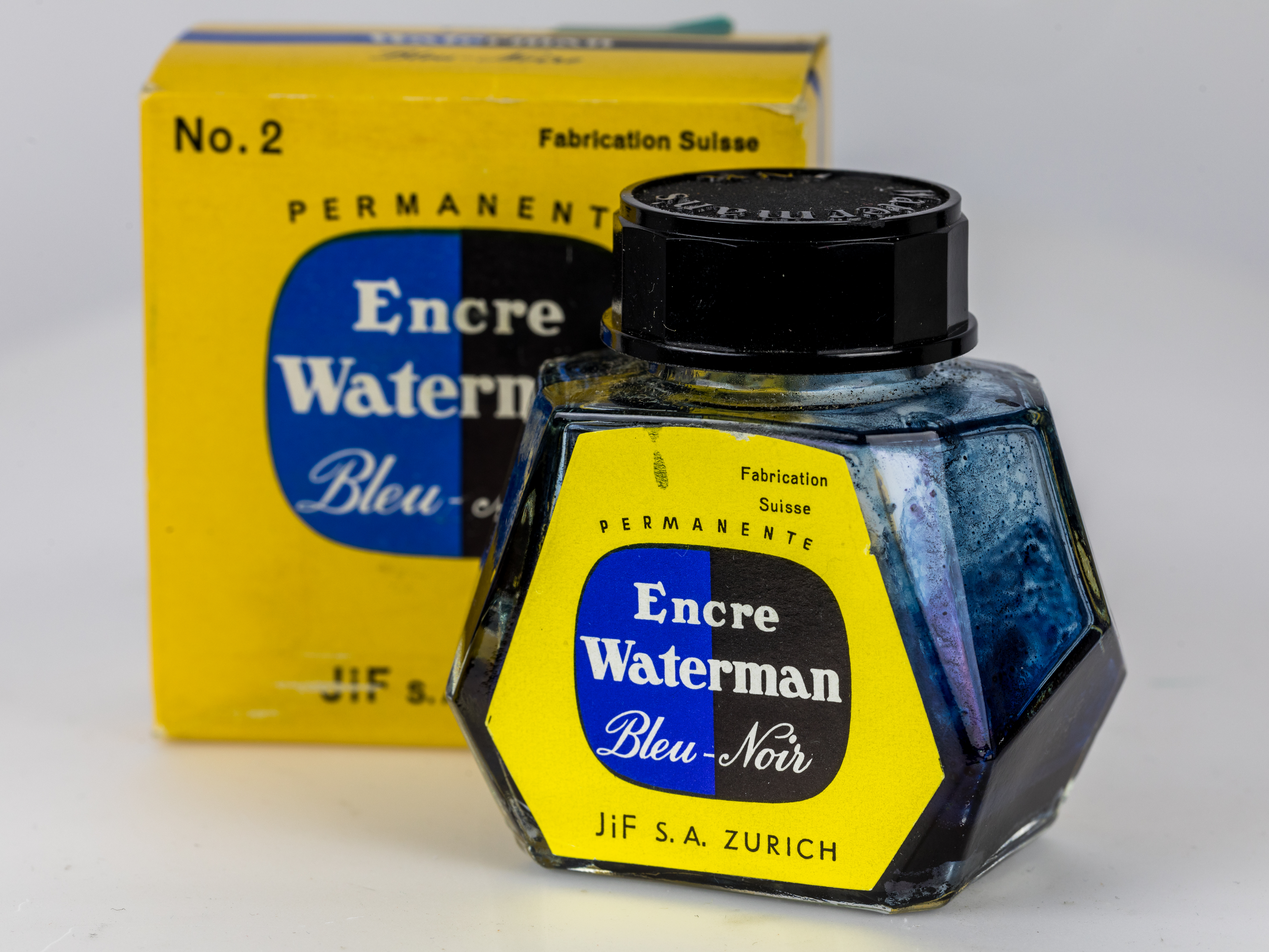
Encre Waterman « Bleu-Noire », fabriquée en 1977 par JiF S.A., Zurich

JiF-Waterman France continue de son côté la fabrication après la fermeture de la société américaine. On lui doit l'invention du bloc plume et de la cartouche d'encre en verre (remplacée plus tard par du plastique) qui restera l'exclusivité de JiF-Waterman durant vingt ans et qui contribua à son succès. Au décès de Jules Isidore Fagard, la firme est gérée par son épouse à partir de 1938, puis, en 1963, par sa fille Elsa Le Foyer, et en 1970, par Francine Gomez, petite-fille de Jules Isidore Fagard. Elle rachète ensuite les droits de la marque Waterman originelle détenue par Marcel Bich.
En 1971, la société JiF-Waterman devient Waterman S.A. et la marque « Waterman - Paris » est désormais gravée sur tous les stylos.
En 1986, Francine Gomez vend 52 % de ses parts qu'elle détenait avec sa mère et sa tante à la société américaine Gillette, mais conserve la direction de la société. Deux ans plus tard, en désaccord avec la nouvelle stratégie de Gillette, elle quitte définitivement l'entreprise. 

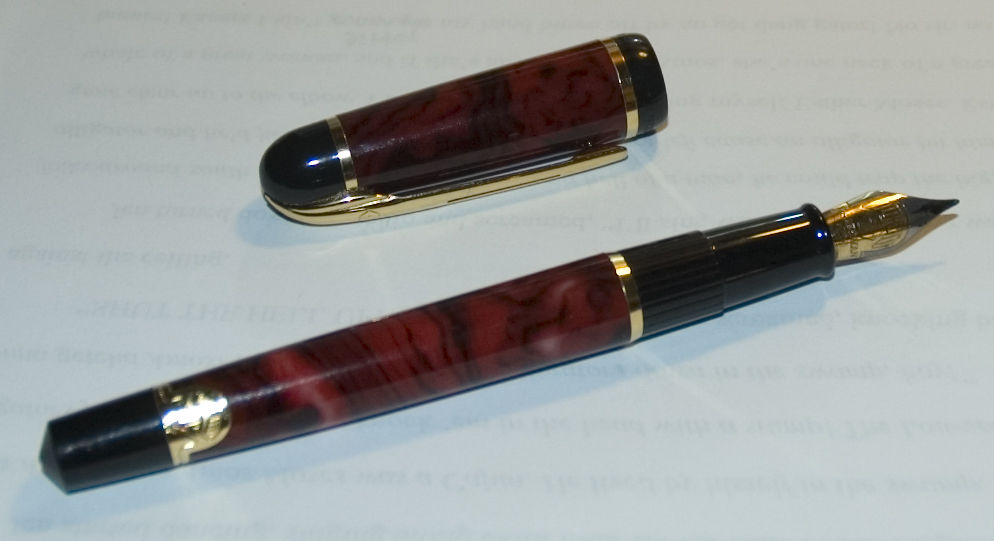
Stylo-plume Waterman

En 2000, Waterman est racheté par le groupe américain Newell Rubbermaid, lorsque ce dernier acquiert le secteur papeterie de Gillette, qui comprend les marques Parker, Waterman, Paper Mate et Liquid Paper.
Le site Parker de Newhaven (Royaume-Uni) a fermé en 2011, et la production transférée en France à Saint-Herblain, à côté de Nantes, tout comme les cartouches d'encre. En mars 2013, Newell Rubbermaid annonce la suppression de 98 postes sur les sites de Valence, Saint-Herblain et Boulogne-Billancourt.